# ألكسندر ديفيدوف
ألكسندر ديفيدوف (بالصربية: Александар Давидов)‏ هو لاعب كرة قدم صربي في مركز الوسط، ولد في 7 أكتوبر 1983 في نوفي ساد في صربيا. شارك مع منتخب صربيا تحت 21 سنة لكرة القدم ومنتخب صربيا لكرة القدم. أما مع النوادي، فقد لعب مع اتحاد أبناء سخنين ونادي أسدود ونادي بارتيزان وهايدوك كولا.

## وصلات خارجية
- ألكسندر ديفيدوف على موقع الاتحاد الأوربي (الإنجليزية)
- ألكسندر ديفيدوف على موقع قاعدة بيانات كرة القدم.إي يو (الإنجليزية)
- ألكسندر ديفيدوف على موقع ناشيونال فوتبول تيمز (الإنجليزية)
- ألكسندر ديفيدوف على موقع Soccerway.com (الإنجليزية)
- ألكسندر ديفيدوف على موقع عالم كرة القدم.نت (الإنجليزية)